# Cariacica
Cariacica es un municipio brasileño del estado de Espírito Santo. Posee una superficie de 279,98 km², correspondiente al 0,60 % del territorio estadual, limitando al norte con Santa Leopoldina, al sur con Viana, al este con Vila Velha, Serra y Vitória y al oeste con Domingos Martins.
Se encuentra a tan solo 15 kilómetros de la capital del estado, Vitória. Tiene una población de 381.058 habitantes, según estimaciones del año 2006, estando el 95% en zonas urbanas. El municipio de Cariacica fue creado por el decreto n.º 57, el día 25 de noviembre de 1890.
- Datos: Q841222
- Multimedia: Cariacica / Q841222